# Astroscopus
Astroscopus hay cá sao điện, là một chi cá sao, một dạng cá dạng cá vược trong họ Uranoscopidae, theo truyền thống là một phần của bộ Cá vược (Perciformes), nhưng gần đây được một số tác giả chuyển sang bộ Uranoscopiformes. Nelson et al. (2016) xếp nó trong bộ Trachiniformes.
Các loài trong chi này là dạng cá sao khác biệt về mặt giải phẫu, với đặc trưng là các lỗ mũi trong, và là nhóm cá xương sống ngoài biển duy nhất có các cơ quan sinh ra điện, là các cơ ngoài hốc mắt bị biến đổi. Chúng được tìm thấy ở tây Đại Tây Dương và đông Thái Bình Dương ven châu Mỹ.

## Các loài
Hiện tại người ta công nhận 4 loài còn sinh tồn và 1 loài tuyệt chủng thuộc chi Astroscopus:
- Astroscopus guttatus Abbott, 1860 - cá sao phương bắc.
- Astroscopus sexspinosus (Steindachner, 1876)
- Astroscopus y-graecum, (Cuvier, 1829) - cá sao phương nam.
- Astroscopus zephyreus Gilbert & Starks, 1897
- †Astroscopus countermani Carnevale, Godfrey & Pietsch, 2011. Loài tuyệt chủng được mô tả từ các trầm tích tầng Tortona ở vách đá Calvert, Maryland.[8]